# Broken Kids Club
Broken Kids Club — дебютный мини-альбом американского рэпера Craig Xen, выпущенный 19 июня 2019 года на лейблах Empire Distribution и Cruel World.
Альбом включает в себя совместные работы рэперов XXXTentacion, Ski Mask the Slump God и Smokepurpp.

## История
11 ноября 2018 года Craig Xen объявил в своём профиле Instagram о скором выпуске трёх проектов: «I Wish Heaven Had Visiting Hours», «Members Only, Vol. 4» и «Love Hard, Fall Fast».
13 марта 2019 года Гордвин переименовал альбом «I Wish Heaven Had Visiting Hours» в «Broken Kids Club». Craig сказал, что альбом выйдет 13 апреля 2019 года, но этого не случилось.
5 июня Гордвин заявил в Instagram, что Broken Kids Clubs будет мини-альбомом. 13 июня Xen объявил, что он выйдет в конце месяца.
10 июня рэпер обнародовал обложку, список композиций и дату выпуска мини-альбома, назначенную на 19 июня 2019 года. В день анонса, альбом стал доступен для предварительного заказа  на iTunes и Spotify. Альбом состоит из 7 композиций и включает в себя совместные работы с XXXTENTACION, TankHead666, Gvllow, Flyboy Tarantino, Ski Mask the Slump God и Smokepurpp.

## Продвижение
В конце 2016 года был распространён фрагмент песни Ski Mask the Slump God и Smokepurpp, которая первоначально называлась "Look At My Wrist". 31 августа 2017 года рэпер Rich2Litt выпустил песню под названием "Savage" в сотрудничестве с Ski Mask, в которой используется тот же инструмент, что и на Look At My Wrist. В 2018 году, в истории Instagram, Гордвин опубликовал фрагмент, где можно было услышать куплет Craig-а. Позже песня была переименована в STAIN. 7 сентября 2018 года песня стала доступна на всех площадках.
Трек «Run It Back!» впервые появился на Snapchat XXXTentacion. 23 января 2019 года Craig Xen исполнил песню полностью, во время тура «Members Only V.S. World Tour». 12 июня появилась официальная версия песни. Со слов Гордвина, «он был записан в течение последнего периода старого X, когда у него все ещё были светлые волосы».
17 июля 2019 Гордвин опубликовал на своём канале Youtube официальное видео Cry Baby, Cell 17. Это видео было снято в ботаническом саду Майами-Бич в Майами, штат Флорида.
30 июля 2019 года Xen публикует клип на песню Run It Back!  на YouTube канале XXXTENTACION.

## Список композиций
| №                   | Название                                                 | Продюсеры           | Длительность |
| ------------------- | -------------------------------------------------------- | ------------------- | ------------ |
| 1.                  | «Intro»                                                  | Craig Xen           | 0:29         |
| 2.                  | «Run It Back!» (при участии XXXTentacion)                | DJ Patt, Stain      | 2:06         |
| 3.                  | «Cry Baby, Cell 17»                                      | King Yosef          | 1:52         |
| 4.                  | «Last Time» (при участии Gvllow)                         | Gvllow              | 2:17         |
| 5.                  | «Too Many»                                               | Shepard Sounds      | 2:57         |
| 6.                  | «Forever» (при участии Flyboy Tarantino)                 | Stevie Hardy        | 3:13         |
| 7.                  | «Stain» (при участии Smokepurpp, Ski Mask the Slump God) | Stain, Dj Patt      | 2:17         |
| Общая длительность: | Общая длительность:                                      | Общая длительность: | 14:21        |

Примечания
- Все песни, кроме «Intro» стилизованы под заглавные буквы.